# 曲面のリーマン・ロッホの定理
曲面のリーマン・ロッホの定理(Riemann–Roch theorem for surfaces)は代数曲面上の線形系の次元を記述する定理である。曲面のリーマン・ロッホの定理の古典的な形は、最初、Castelnuovo (1896, 1897)により与えられ、またNoether (1886) や Enriques (1894)にも見られる。層の理論のバージョンは、ヒルツェブルフによる。

## 定理の主張
X を非特異射影曲面とし、D を X 上の因子、K を X の標準因子とする。このとき D に対応する直線束を O(D) とし、それを係数にもつコホモロジーのオイラー数を χ(O(D)) とすると、
{\displaystyle \chi ({\mathcal {O}}(D))=\chi ({\mathcal {O}})+{\tfrac {1}{2}}D.(D-K)}
がなり立つというのが定理である。ここでドット . は交叉数（交点数ともいう）とし、定数 χ(0) は自明バンドルの正則オイラー標数であり pa を曲面の算術種数とすると これは 1 + pa に等しい。比較のため、曲線のリーマン・ロッホの定理は、 χ(D) = χ(0) + deg(D)と言っている。必要であれば、セール双対性を使い h2(O(D)) を h0(O(K − D)) として表すことができるが、曲線の場合と異なり、一般には h1(O(D)) の項を層コホモロジーを含まない形に書くことは簡単ではない（実際は、よく 0 となる）。

## ネターの公式
ネターの公式(Noether formula)は、
{\displaystyle \chi ({\mathcal {O}})={\frac {c_{1}^{2}+c_{2}}{12}}={\frac {(K.K)+c_{2}}{12}}}
である。ここで ci はそれぞれ X の接束のチャーン類である。これによりリーマン・ロッホの定理の中の項 χ(O) を位相的な不変量に置き換えることができる。ネターの公式およびリーマン・ロッホの定理はヒルツェブルフ・リーマン・ロッホの定理の特別な場合である。これについて詳しくはヒルツェブルフ・リーマン・ロッホの定理のページを参照せよ。

## 古典的定式化
初期の時点においては層係数の 1 次コホモロジー群を幾何学に記述できなかったため、曲面のリーマン・ロッホの定理は不等式で記述された。典型的な例は、Zariski (1995, p. 78)であたえられ、そこでは次のように記載されている。
{\displaystyle r\geq n-\pi +p_{a}+1-i}
ここに、
- r は因子 D の完備一次系 |D| の次元である（従って r = h0(O(D)) −1 である）
- n は D の仮想次数で、自己交叉数 (D.D) で与えられる
- π は D の仮想種数で、1 + (D.D + K)/2 に等しい
- pa は曲面の算術種数 χ(OF) − 1 である
- i は D の特性インデックスで、H0(O(K − D)) の次元に等しい（セール双対性により、H2(O(D)) の次元に等しい）

この不等式の両辺の間の差は、因子 D の過剰度(superabundance) s と言う。この不等式をリーマン・ロッホの定理の層の理論のバージョンと比較して、D の過剰度は s = dim H1(O(D)) で与えられる。因子 D は i = s = 0 (言い換えると O(D) すべての高次コホモロジー群がゼロとなる）のとき正規、s > 0 のときsuperabundantであるという。